# 楊遇 (萬曆進士)
楊遇（1557年2月28日—1592年），字惟良，號浚湖，順天府東安縣民籍，浙江杭州府仁和縣人，明朝政治人物。

## 生平
萬曆四年（1576年）丙子科順天鄉試第九十七名舉人，十四年（1586年）中式丙戌科會試第二百五十八名，三甲第一百二十九名進士。戶部觀政，十四年（1586年）授江西雩都縣知縣，十五年（1587年）調寧都縣知縣，丁憂。十八年（1590年）復除直隸上海縣知縣，二十年（1592年）養病，同年卒。

## 家族
曾祖楊沖，曾任教諭；祖父楊應獬，曾任左長史；父楊文化，曾任上林苑署丞。嫡母馬氏；生母王氏。慈侍下。